# Sandolândia
Sandolândia é um município brasileiro do estado do Tocantins. Localiza-se a uma latitude 12º32'14" sul e a uma longitude 49º55'30" oeste. Sua população estimada em 2004 era de 3 554 habitantes.
Possui uma área de 3528,609 km².

## História
Sandolândia no início, era uma fazenda de propriedade de um senhor conhecido por Ivo, que o progresso vinha a beneficiar o lugar, doou 12 alqueires de terra para serem construídos pequenos ranchos.
Em 1963 nasce Sandolândia com a presença do Sr. Sandoval Lopes Nogueira, que aqui chegando, levantou um rancho de palha com as paredes de adobo. Através do Sr. Sandoval Lopes Nogueira chegaram ‘a Sandolândia outras famílias, como. Accioli da Silva Barros, José Domício, Otacílio Gomes e outros.
No ano de 1965 foi criada a primeira escola, já no então povoado de Sandolândia. A escola foi construída pelo Sr. Sandoval Lopes Nogueira, com a ajuda de sua esposa Dona Odete Cardoso Nogueira, que se tornou a primeira professora do povoado. Através desta escola muitos outros benefícios vieram. O nome Sandolândia é uma homenagem ao Sr. Sandoval Lopes Nogueira, seu fundador. 
Em 1967 foi construída a Escola Municipal Olinda Milhomem, na administração do Prefeito Menandres Galvão Vargues, que na época era o prefeito de Araguaçu, cidade que Sandolândia era distrito. Em 1969, o povoado de Sandolândia já com um bom número de habitantes, elegeu o seu 1º vereador, para representar o povoado junto a Câmara Municipal de Araguaçu, o Sr. Joaquim Rodrigues de Morais. Em 1981 na administração do Prefeito Francisco Ribeiro Cabral, foi construído o primeiro posto de saúde de Sandolândia. No ano de 1984 foi fundada a Escola Estadual Nossa Senhora Aparecida, na gestão do Governador do Estado do Goiás Ires Rezende Machado, e foi instalado a energia elétrica, através de um motor central. No mesmo ano na administração do Prefeito Raul Filho, foram construídos o posto telefônico e a praça central.
Em 1986, o então povoado de Sandolândia passa a ser distrito.
Em 1991 o então distrito de Sandolândia desmembrou-se da cidade de Araguaçu, e obteve sua emancipação política. Criada pela Lei n°251 de 20 de fevereiro de 1991, e ora ratificada pela Lei n° 498 de 21 de dezembro de 1992, sua emancipação política aconteceu em 01 de janeiro de 1993, quando houve o primeiro pleito eleitoral, sendo eleito o Sr. Raimundo Lustosa.
É um município brasileiro do estado do Tocantins. Localiza-se a uma latitude 12º32'14" sul Sandolândia e a uma longitude 49º55'30" oeste, estando a uma altitude de 0 metros.

## Geografia
Sandolândia é uma cidade do Estado do Tocantins. As pessoas que nascem em Sandolândia, se chamam sandolandenses (Gentílico).
O município tem uma Área de 3 528,6 km² e conta com um população de 3 326 habitantes de acordo com o último censo de 2010.
A densidade demográfica é de 0,9 habitantes por km² no território do município.
Situado a 248 metros de altitude, de Sandolândia tem as seguintes coordenadas geográficas: Latitude: 12° 31' 37'' Sul, Longitude: 49° 56' 7'' Oeste.

FRONTEIRAS
O Município de Sandolândia faz divisa com os municípios de Araguaçu-TO, São Miguel do Araguaia-GO, Formoso do Araguaia-GO e Figueirópolis-GO.
O Município tem em sua extensão o Portal da Ilha do Bananal a maior ilha fluvial do mundo, a qual possui os Rios Javaé ( conhecido com braço menor do Araguaia) e Rio Verde.

## Economia
lista de relevantes dados econômicos sobre o município de Sandolândia tais como o Produto Interno Bruto e o Valor Adicionado Bruto da agropecuária e da indústria do município.
| Valor Adicionado Bruto, a preços correntes, da Agropecuária                                                 | R$ 21 130 282 |
| Valor Adicionado Bruto, a preços correntes, da Indústria                                                    | R$ 2 425 564  |
| Valor Adicionado Bruto, a preços correntes, dos Serviços                                                    | R$ 14 068 561 |
| Valor Adicionado Bruto, a preços correntes, da Administração, saúde e educação públicas e seguridade social | R$ 8 663 580  |
| Impostos, líquidos de subsídios, sobre produtos, a preços correntes                                         | R$ 975 948    |
| Produto Interno Bruto a preços correntes                                                                    | R$ 38 600 355 |

## Turismo
Com área de cerca de 25 mil km², a Ilha do Bananal é considerada a maior ilha fluvial do mundo, localizada no Tocantins entre dois grandes rios, que são o Javaés e o Araguaia, nas divisas com  Goiás e mato Grosso, na planície do Cantão,  e integra o município de Sandolândia sendo privilegiado em ser o Portal da Ilha do Bananal com o encontro do Rio Javaé com o Rio Verde.
A ilha é uma parte parque nacional e outra parque indígena,  uma das mais importantes áreas de conservação do Brasil, classificada pela  organização das Nações Unidas para e Educação (Unesco) como reserva da biosfera e é onde estão localizadas as aldeias indígenas das etnias Javaés e Karajá, sendo que estes produzem entre outros tipos de artesanato, as bonecas Rtxòkò, certificadas pelo Instituto do Patrimônio Histórico e Artístico Nacional (Iphan) como patrimônio cultural do Brasil.
A fauna e a flora intocadas lembram o pantanal mato-grossense, e na maior parte do ano, grande parte da ilha fica inundada. Para se entrar na ilha é necessário autorização dos órgãos federais Instituto Chico Mendes de Biodiversidade (ICMBio), que mantém um escritório em Pium, ou da Fundação Nacional do Índio (Funai), cuja sede está localizada em Palmas.
Um dos grandes atrativos para turistas de todo Brasil é a emoção da pesca esportiva, podendo-se fisgar grandes exemplares de piraras, pirarucus, surubins e caranhas, entre outros.

### Unidades de preservação
A ilha do Bananal está dividida em duas áreas de reserva ambiental: ao sul, o Parque Indígena do Araguaia, criado principalmente para proteção dos índios da região, abrange um grande número de aldeias indígenas, principalmente da etnia Karajá e é administrado pela FUNAI. Ao norte, o Parque Nacional do Araguaia abrangia antigamente toda a área da Ilha do Bananal, porém sua área foi reduzida e hoje é administrada pelo ICMBIO.
Venha fazer uma visita a nossa Praia ! Todos os anos no mês de Julho, temos diversas atrações esportivas, culturais, shows e muitas outras.